# Giacomo Bosio
Pour les articles homonymes, voir Bosio.

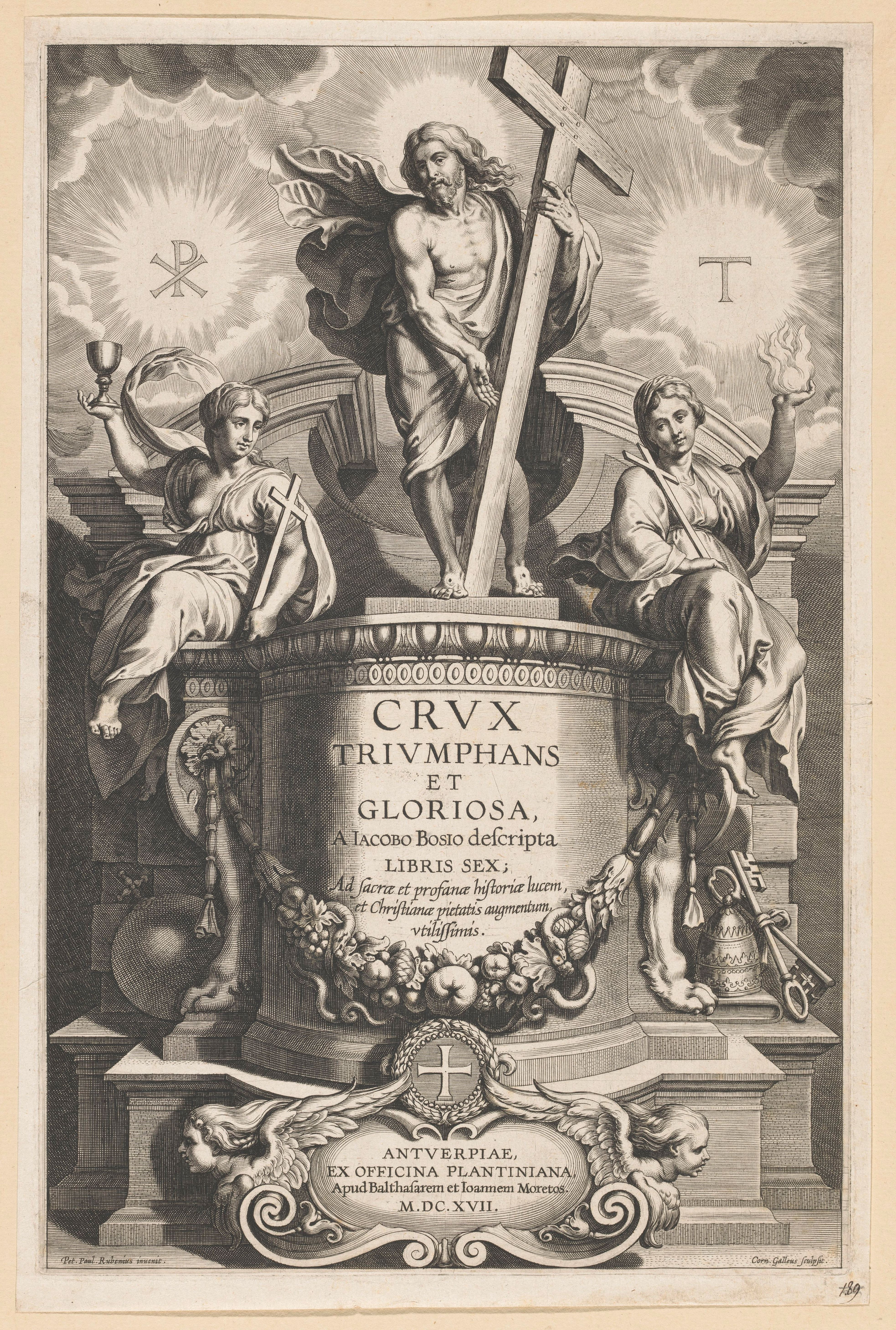
Giacomo Bosio, Crux triumphans et gloriosa, Anvers, ex Officina Plantiniana, 1617.

Giacomo Bosio (né en 1544 à Chivasso, dans l'actuelle province de Turin, au Piémont et mort en 1627 à Rome) est frère servant de l'ordre de Saint-Jean de Jérusalem et l'historien de son Ordre. Il est l'oncle de l'antiquaire maltais Antonio Bosio.

## Biographie
Né à Chivasso, dans une noble famille originaire de Milan, Giacomo Bosio arrive à Rome en 1587, quand il est nommé représentant des Hospitaliers de l'ordre de Saint-Jean de Jérusalem au Saint-Siège auprès du cardinal Petrocchini. Il profite de son séjour à Rome pour y écrire l'histoire de son ordre, sous le titre Dell'istoria della sacra Religione, dell'illustrissima milizia di Santo Giovanni Gierosolimitano. Bosio aurait remis son manuscrit à deux frères cordeliers appelés en Italie les « Grands-Frères » qui auraient mis son travail dans la forme connu aujourd'hui : quarante livres regroupés en trois volumes et imprimés in-folio à Rome en 1594 (autres éditions en 1602, 1621, 1630 et à Naples en 1684).
Ce travail traite de l'histoire des Hospitaliers de son origine jusqu'en 1571 avec Jean de Valette. Son histoire a été continuée par le frère Bartolomeo dal Pozzo jusqu'à l'année 1688 et publié d'abord à Vérone en 1703 en 2 volumes, in-4° puis à Venise en 1740  sous le titre de Historia della sacra religione militare di S. Giovanni Gerosolimitano, della Malta. L’Historia de Bosio a été traduite en français par Pierre de Boissat, augmentée par Jean Baudoin. Le frère hospitalier Anne de Naberat la complète de la vie des grands maîtres, publiée en deux  volumes in-folio à Paris en 1643 et aussi en 1659 avec des portraits de grands maîtres.
Bosio est aussi l'auteur de Corona del Cavaliere Gierosolimitano publié in-4° à Rome en 1588, de Triomphante e gloriose Croce publié à Rome en 1610 et traduit en latin sous le titre de Crux triumphans en 1617 et de Imagini de Beati è Santi della sacra religione di santo Giovanni Gierosolimitano publié à Palerme en 1633, in-4°, et ensuite à Naples en 1653, in-8°.

## Œuvres
- 1588 : Corona del Cavaliere Gierosolimitano, Rome, in-4°
- 1589 : Li Privilegii della sacra Religione di Santo Giovanni Gierosolimitano
- 1594 : Dell'istoria della sacra Religione, dell'illustrissima milizia di Santo Giovanni Gierosolimitano, Rome, in-folio
- 1597 : Gli Statuti della sacra Religione di Santo Giovanni Gierosolimitano
- 1610 : Triomphante e gloriose Croce, Rome, in-folio
- 1633 : Imagini de Beati è Santi della sacra Religione di Santo Giovanni Gierosolimitano, Palerme, in-4°